# Febe (księżyc)
Febe (Phoebe, Saturn IX ) – dziewiąty pod względem wielkości księżyc Saturna, odkryty w 1899 roku przez Williama Pickeringa na zdjęciach wykonanych w 1898 roku. Był to pierwszy satelita odkryty metodą fotograficzną, a także do 2000 roku najdalej położony od Saturna poznany jego księżyc. Jego nazwa pochodzi od Fojbe (Febe), która była tytanidą w mitologii greckiej.

## Orbita
Febe jest największym księżycem nieregularnym Saturna, krąży od niego czterokrotnie dalej niż najdalszy z większych satelitów – Japet. Należy do tzw. grupy nordyckiej nieregularnych satelitów Saturna, poruszających się ruchem wstecznym po wydłużonych orbitach. Nie jest ona związana pływowo, jak bardziej wewnętrzne satelity planety. Okrążenie Saturna zajmuje Febe 18 miesięcy, podczas gdy jeden obrót dookoła własnej osi trwa tylko 9 godzin.

## Budowa

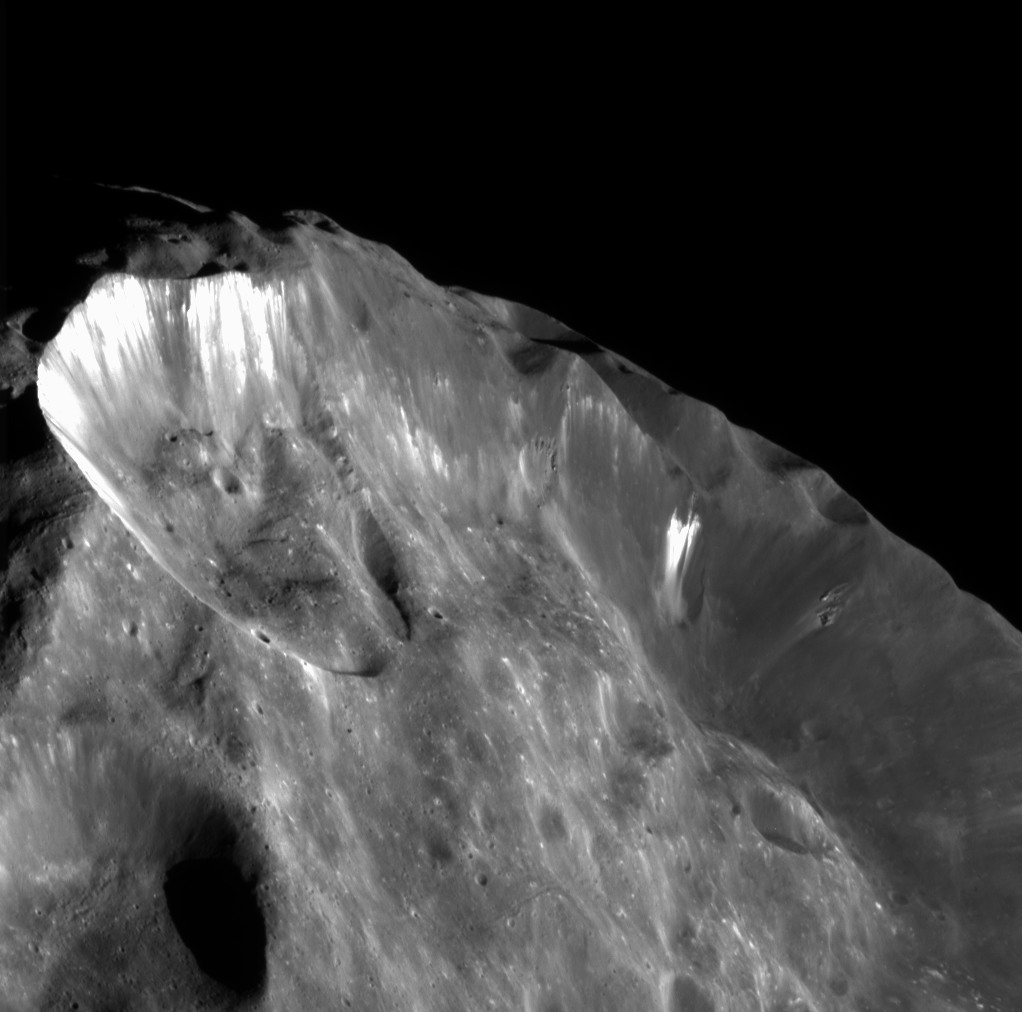
Krater Jason na zdjęciu z sondy Cassini

Średni promień Febe to 106,5 kilometrów, co stanowi ok. 1/16 promienia ziemskiego Księżyca. Temperatura powierzchni (jednej z najciemniejszych w Układzie Słonecznym) wynosi −198 °C. Pokrywają ją duże kratery, największe z nich mają ponad 80 km średnicy i zbocza wysokie na kilkanaście kilometrów. Jason, największy krater na Febe, ma średnicę 101 km.
Febe jest zbudowana w ok. 50% ze skał, zawiera ich o wiele więcej niż typowe księżyce Saturna.
Cechy budowy i orbity wskazują, że Febe może być centaurem (są to planetoidy krążące wokół Słońca pomiędzy Saturnem a Neptunem), złapanym w pole grawitacyjne planety.
Obrazy przesłane przez sondę Cassini pokazały, że warstwa ciemnego materiału jest stosunkowo cienka i już 300–500 m pod powierzchnią znajdują się duże pokłady lodu wodnego. Pył, wybity z powierzchni księżyca przez uderzenia meteorytów, może osiadać na sąsiednich małych satelitach, a także na większych Hiperionie i Japecie (wyjaśniałoby to niezwykłą kontrastowość na jego powierzchni).

## Pierścień
W październiku 2009 roku poinformowano o odkryciu wielkiego, ale bardzo słabego pierścienia Febe, wewnątrz którego znajduje się orbita księżyca.

## Przeloty sond kosmicznych w pobliżu Febe
- październik 1981 – Voyager 2 – przelot w odległości 2,2 mln km
- 11 czerwca 2004 – Cassini – przelot w odległości 2068 km